# آساهی شیگه‌آکی
آساهی شیگه‌آکی، آساهی بونزائمون (به ژاپنی: 朝日重章)؛ ۱۷۱۸ – ۱۶۷۴) یک سامورایی در قلمروی اواری، در نیمه دوره ادو، اهل ژاپن بود. دفتر خاطرات روزانه او به نام اوموروچوکی یکی از منابع تاریخی باارزش در مورد حادثه آکو و دوره گنروکو است. او نوشتن یادداشت‌های روزانه خود را از ۱۶۹۱ آغاز کرد و پایان آن ۲۸ سال و هشت ماه بعد در سال مرگ وی ۱۷۱۸ بود. این یادداشت ۳۷ جلد هستند و کلاً بالغ بر ۲ میلیون کلمه می‌شوند.